# ويليام إم. فولر
ويليام إم. فولر (بالإنجليزية: William M. Fowler)‏ هو مؤرخ أمريكي، ولد في 25 يوليو 1944.